# Chathamstormvogel
De chathamstormvogel (Pterodroma axillaris) is een vogel uit de familie van de stormvogels en pijlstormvogels (Procellariidae). Het is een  bedreigde, endemische vogelsoort van de Chathameilanden.

## Kenmerken
De vogel is 30 cm. Het is een grijs met witte stormvogel met een karakteristiek patroon op de ondervleugel. De vogel lijkt op de regenstormvogel (P. inexpectata) maar deze is groter. De chathamstermvogel heeft een donkere band op de ondervleugel die schuin van de voorkant van de vleugel naar de romp van de vogel loopt en als het ware in de "oksel" zich verbreedt.

## Verspreiding en leefgebied
Deze stormvogel broedt op het hoofdeiland van de Chathameilanden en verder op South East Island (Rangatira) en Pitt Island in het zuidoosten van de archipel. De nesten liggen in holen in bos en struikgewas in vlak of zacht hellend gebied. Buiten de broedtijd verblijft de vogel op open zee.

## Status
De chathamstormvogel heeft een klein broedgebied en daardoor is er de kans op uitsterven. De grootte van de populatie werd in 2013 door BirdLife International geschat op 1100 volwassen individuen en de populatie-aantallen nemen af. Er is concurrentie om nestholen met de breedbekprion (Pachyptila vittata) en verder worden eieren en kuikens geëxploiteerd door de mens en treedt predatie op door invasieve soorten dieren. Om deze redenen stond deze soort als bedreigd op de Rode Lijst van de IUCN. Dankzij beschermingsmaatregelen na het jaar 2000 gaat het iets beter met de populatie, daarom is sinds 2015 de status kwetsbaar.